# Orgyia convergens
Orgyia convergens är en fjärilsart som beskrevs av Collenette 1938. Orgyia convergens ingår i släktet fjädertofsspinnare, och familjen tofsspinnare. Inga underarter finns listade i Catalogue of Life.